# Stazione di Capo Bonifati
Stazione di Capo Bonifati vasútállomás Olaszországban, Bonifati településen.

## Vasútvonalak
Az állomást az alábbi vasútvonalak érintik:
- Battipaglia–Reggio di Calabria-vasútvonal

## Kapcsolódó állomások
A vasútállomáshoz az alábbi állomások vannak a legközelebb:
- Stazione di Cetraro
- Stazione di Belvedere Marittimo